# 14846 Lampedusa
14846 Lampedusa (1989 BH) là một tiểu hành tinh vành đai chính.